# Авегод де Беллем

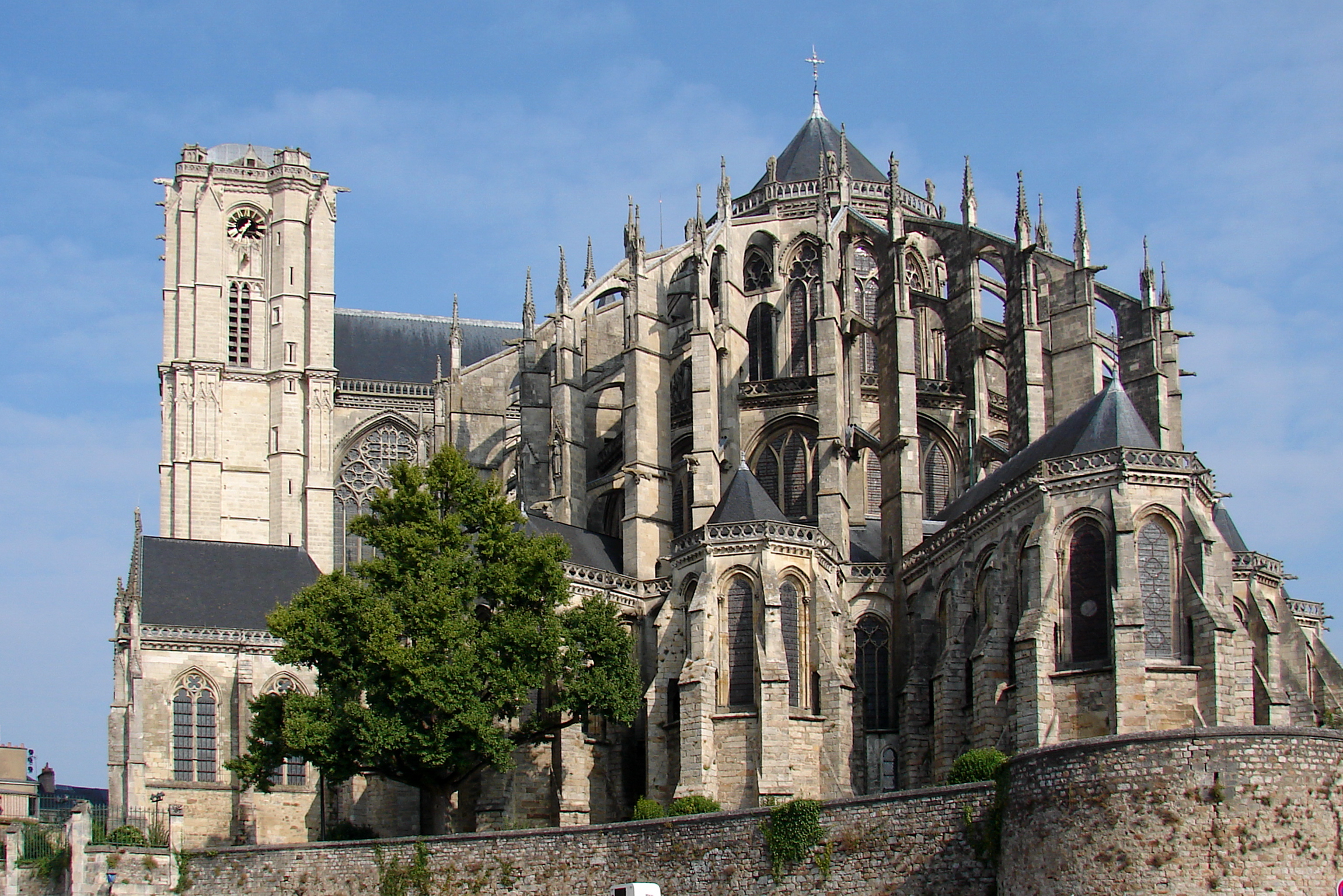
Собор святого Юлия в Ле-Мане

Авего́д де Белле́м (лат. Avesgaudus; умер в 1036, Верден) — французский дворянин и член влиятельного дома Беллемов, епископ Ле-Мана с 997 года до своей смерти. Период его епископата был омрачён непрекращающимися войнами с графом Мэна Гербертом I.

## Биография
Авигод был сыном Ива Беллема и Готхуд (лат. Godehildis). Его дядей по линии матери был Сигфруа, епископ Ле-Мана, которому он наследовал в 997 году. Кафедральным собором его епархии была церковь Святого Юлия в Ле-Мане.
Первые два десятилетия его управления епархией были спокойными, пока графом Мэна в 1017 году не стал Герберт I. С этих пор между ними установилась непримиримая вражда. Авигод отрицал любую форму графского управления на его землях. Для защиты своих земель он нанял рыцаря Гербания, который, однако, не смог одолеть войско Герберта. В ходе этих столкновений Герберт осадил и уничтожил замок Дюно и тем самым вынудил Авигода искать укрытие в замке Беллем, принадлежавшем его брату Гильому I. Также Авигод наложил интердикт на земли графа и отлучил того от церкви. Позже Герберт и Авигод сумели договориться и заключить перемирие. Авигод снял отлучение с графа, однако мир длился недолго. Когда граф узнал, что Авигод постоил замок в Ла-Ферте-Бернар, он напал на него и опять вынудил епископа покинуть свои владения. Авигод отправился в Святую Землю в качестве пилигрима. Он умер в 1036 году в Вердене на обратном пути в Ле-Ман.
После смерти Авигода в 1036 году епископом стал его племянник Жерве Шато-дю-Люр, сын сестры Хильдебурги Беллем, который в 1055 году стал архиепископом Реймса.